# Out There (Rick Wakeman)
Out There is een studioalbum van Rick Wakeman uit 2003. Het album is opgedragen aan de omgekomen bemanning van het ruimteveer Columbia. Wakeman is er zeker van dat er meer dimensies zijn dan degene die wij waarnemen. Een eerste aanzet daartoe was zijn album No Earthly Connection. Out There valt in dezelfde categorie. Het album bevat een mengeling van rock en progressieve rock. Opnamen vonden plaats in de Bajonor Studio te Man en de Music Fusion Studio, Wembley. Het koor werd opgenomen in de Phoenix Studio, eveneens in Wembley.

## Musici
- Damian Wilson – zang
- Ant Glynne – gitaar
- Fraser Thorneycroft-Smith - gitaar op Out There
- Lee Pomeroy – basgitaar
- Rick Wakeman – toetsinstrumenten
- Tony Fernandez – slagwerk
- The English Chamber Choir o.l.v. Guy Protheroe

## Tracklist
Allen van Wakeman

| Nr. | Titel | Duur  |
| --- | --- | ----- |
| 1.  | Out There (The call, Fanfare of time, The call, Music of the mind, fanfare of time/ Hidden symphony, The beginning of a dream) | 13:09 |
| 2.  | The Mission | 6:22  |
| 3.  | To Be with You | 8:22  |
| 4.  | Universe of Sound | 7:48  |
| 5.  | Music of Love | 6:47  |
| 6.  | Cathedral of the Sky | 10:20 |